# Джеферсън (окръг, Айдахо)
Вижте пояснителната страница за други населени места с името Джеферсън.
Окръг Джеферсън (на английски: Jefferson County) е окръг в щата Айдахо, Съединени американски щати. Площ 2863 km² (1,32% от площта на щата). Население – 28 446 души (2017), гъстота 9,94 души/km². Административен център град Ригби.
Окръгът се намира в югоизточната част на щата. Граничи със следните окръзи: на запад – Бют, на север – Кларк, на североизток – Фримонт, на изток – Мадисън, на юг – Бонвил, на югозапад – Бингам. Релефът е предимно равнинен, като заема горната част на обширната планинска равнина на река Снейк. Максимална височина връх Табъл Бът 5235 f (1595 m), разположена в североизточната му част, минимална – около 1450 m. През окръга от югоизток на северозапад, а след това на юг протича участък от горното течението на река Снейк (ляв приток на Колумбия). В северната част преминава най-долното течение на река Камас Крийк, вливаща се във временното езеро Мид (1460 m н.в.).
Най-голям град в окръга е административният център Ригби 3945 души (2010 г.). Други по-големи селища са: Менан и Мъд Лейк.
През окръга преминават участъци от 1 междущатска магистрала и 1 междущатско шосе:
- Междущатска магистрала  – 31 мили (49,9 km), от юг на север през средата на окръга
- Междущатско шосе  – 9 мили (14,5 km), от юг-югозапад на север-североизток, през административния център Ригби.

Окръгът е образуван на 18 февруари 1913 г. и е наименуван в чест на Томас Джеферсън, 3-тият президент на САЩ.